# 카보베르데의 재외공관 목록

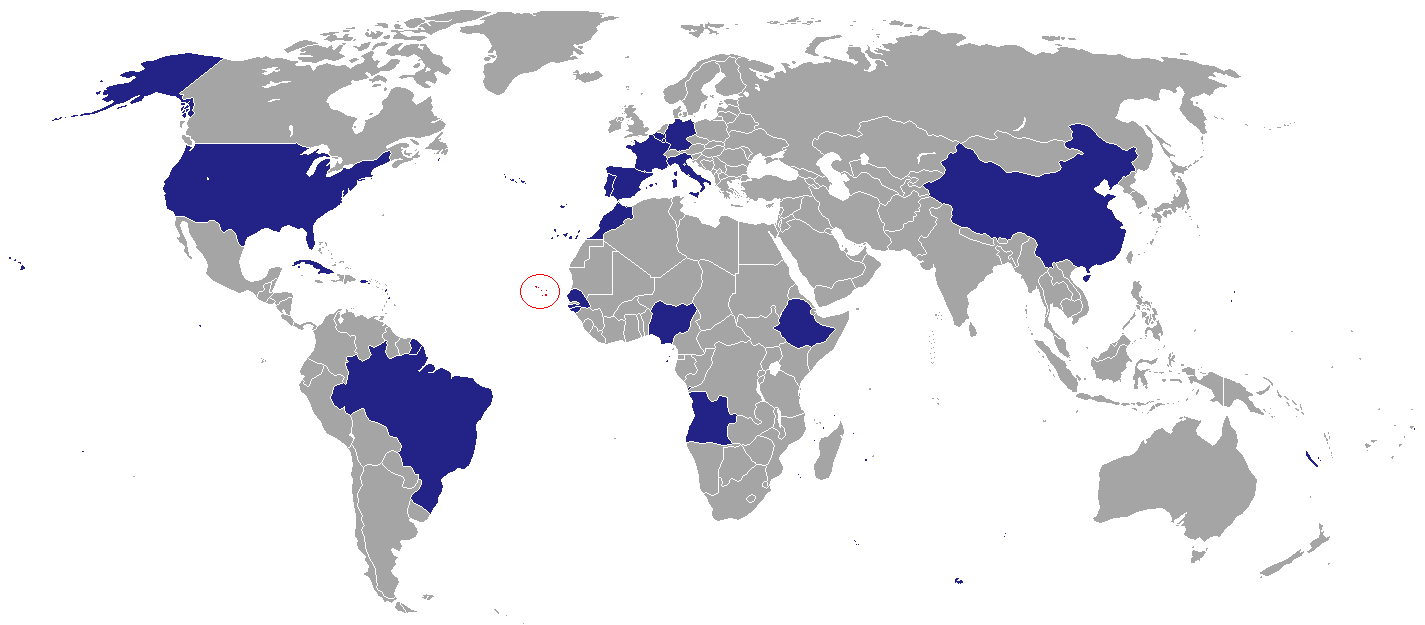
카보베르데의 재외공관

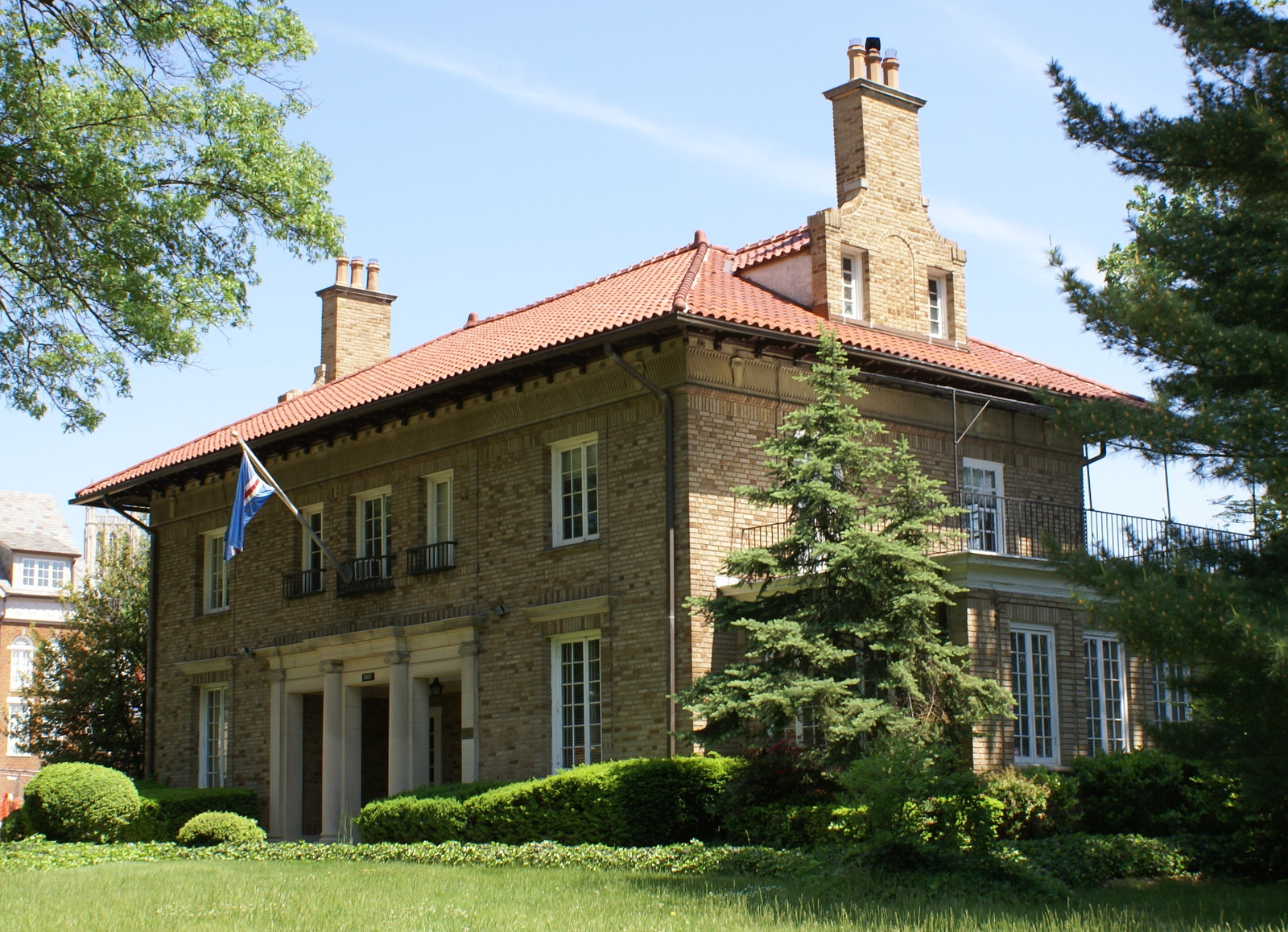
워싱턴 D.C. 주재 카보베르데 대사관

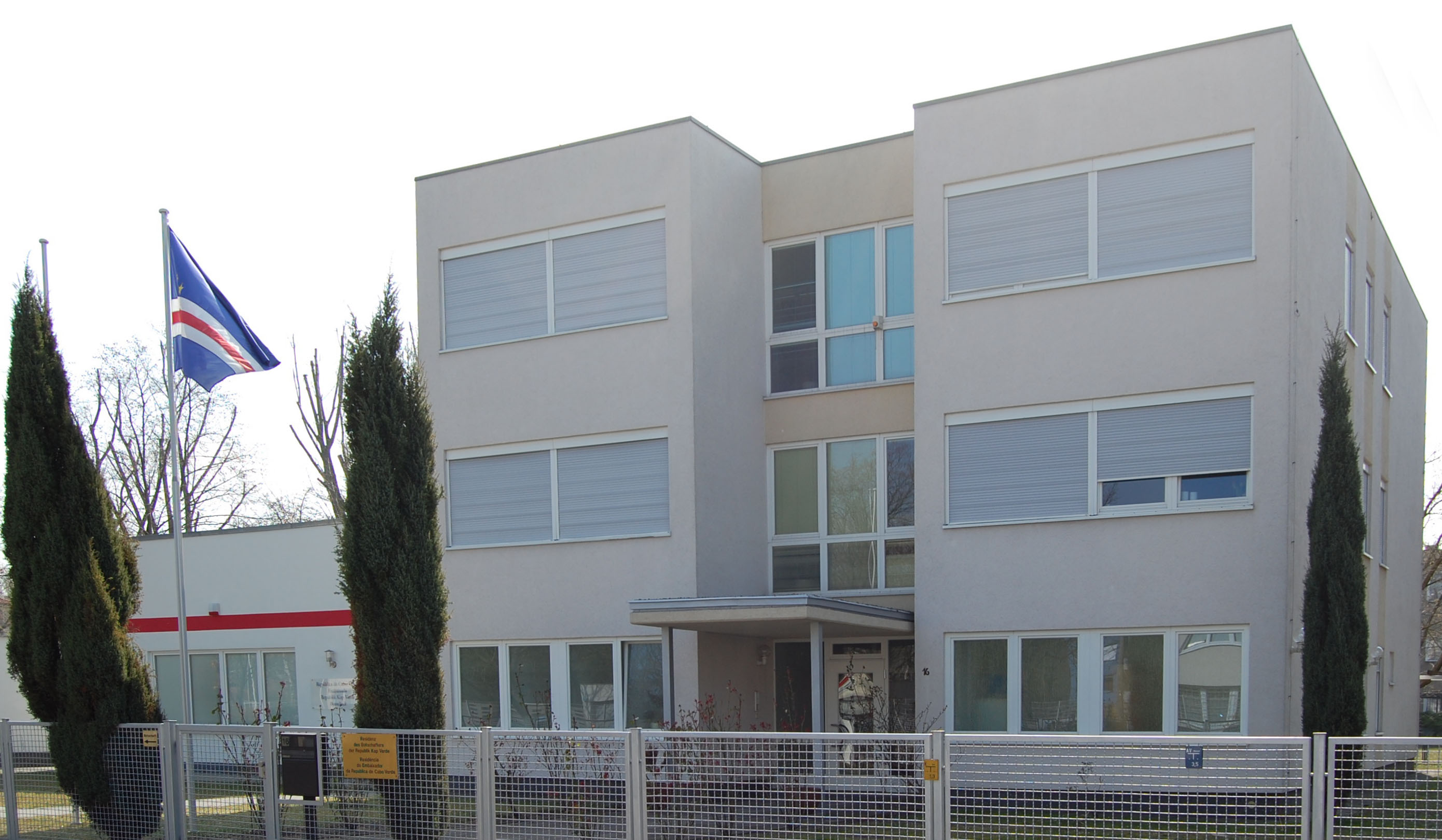
베를린 주재 카보베르데 대사관

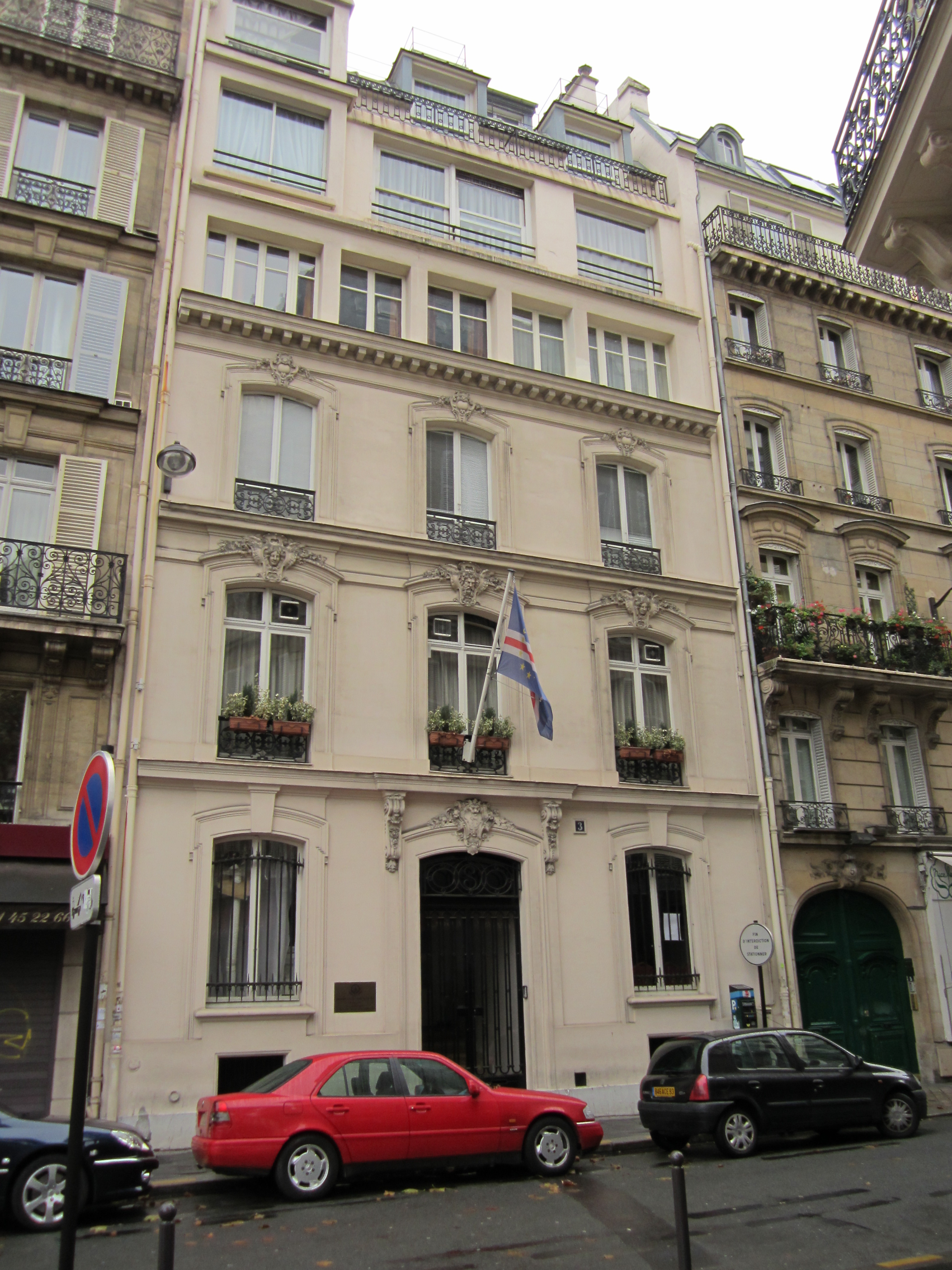
파리 주재 카보베르데 대사관

카보베르데의 재외공관 목록은 카보베르데 주재 대사관을 각국에 상주시켜 놓는 것을 의미하며 카보베르데의 재외공관을 나열한 목록이다.

## 아프리카
- 앙골라 : 루안다 (대사관)
- 에티오피아 : 아디스아바바 (대사관)
- 세네갈 : 다카르 (대사관)

## 아메리카
- 브라질 : 브라질리아 (대사관)
- 쿠바 : 아바나 (대사관)
- 미국 : 워싱턴 D.C. (대사관), 보스턴 (영사관)

## 아시아
- 중화인민공화국 : 베이징시 (대사관)

## 유럽
- 오스트리아 : 빈 (대사관)
- 벨기에 : 브뤼셀 (대사관)
- 프랑스 : 파리 (대사관)
- 독일 : 베를린 (대사관)
- 이탈리아 : 로마 (대사관)
- 룩셈부르크 : 룩셈부르크 시 (대사관)
- 포르투갈 : 리스본 (대사관)
- 러시아 : 모스크바 (대사관)
- 스페인 : 마드리드 (대사관)

## 대표부
- EU 카보베르데 정부 대표부 : 브뤼셀
- UN 카보베르데 정부 대표부 : 뉴욕
- UNESCO 카보베르데 정부 대표부 : 파리
- 아프리카 연합 카보베르데 정부 대표부 : 아디스아바바
- 포르투갈어 사용국 공동체 카보베르데 정부 대표부 : 리스본